# فيلي فينل
فيلي فينل (بالإنجليزية: Willie Fennell)‏ هو ممثل أسترالي، ولد في 1920 في بوندي ‏ في أستراليا، وتوفي في 9 سبتمبر 1992 في سيدني في أستراليا.

## وصلات خارجية
- فيلي فينل على موقع IMDb (الإنجليزية)
- فيلي فينل على موقع قاعدة بيانات الفيلم (الإنجليزية)